# Seseli intermedium
Seseli intermedium är en flockblommig växtart som först beskrevs av Franz Josef Ivanovich Ruprecht, och fick sitt nu gällande namn av Vodop. Seseli intermedium ingår i släktet säfferötter, och familjen flockblommiga växter. Inga underarter finns listade i Catalogue of Life.